# 多彩海花介
多彩海花介（学名：Pontocythere versicolaria）为荊花介科海花介屬下的一个种。